# Israíl Kasúmov
Israíl Kasúmov –en ruso, Исраил Касумов– (Serzhen-Yurt, 2 de junio de 1990) es un deportista ruso que compite en lucha libre. Ganó tres medallas en el Campeonato Europeo de Lucha entre los años 2016 y 2021.

## Palmarés internacional
| Campeonato Europeo | Campeonato Europeo | Campeonato Europeo | Campeonato Europeo |
| Año                | Lugar              | Medalla            | Categoría          |
| ------------------ | ------------------ | ------------------ | ------------------ |
| 2016               | Riga (Letonia)     | Medalla de bronce  | 65 kg              |
| 2017               | Novi Sad (Serbia)  | Medalla de bronce  | 70 kg              |
| 2021               | Varsovia (Polonia) | Medalla de oro     | 70 kg              |